# Hermann Keyserling
Hermann Alexander hrabě Keyserling (20. července 1880 v Könno, Estonsko – 26. dubna 1946 v Innsbrucku) byl bohatý německý filosof z aristokratické rodiny Keyserlingů, pocházející z Pobaltského Ruska. Vzal si Goedelu von Bismarck-Schönhausen, vnučku Otty von Bismarcka. Jeho syn Arnold Keyserling byl stejně renomovaným filosofem jako jeho otec.

## Dílo
- Amerika - Der Aufgang einer neuen Welt
- Reisetagebuch eines Philosophen
- Das Buch vom Ursprung
- Schöpferische Erkenntnis
- Südamerikanische Meditationen
- Einführung in die Schule der Weisheit
- Philosophie als Kunst
- Das Buch vom persönlichen Leben
- Betrachtungen der Stille und Besinnlichkeit
- Reise durch die Zeit (Memoiren)